# 最上峰行
最上 峰行（もがみ たかゆき、1974年11月22日 - ）は、日本のオーボエ奏者、イングリッシュホルン奏者、スタジオミュージシャン。福島県原町市（現南相馬市）生まれ。

## 略歴
14歳よりオーボエをはじめる。オーボエを鈴木繁、似鳥健彦、蠣崎耕三、宮本文昭等に師事。またギュンター・パッシン、フランソワ・ルルー、インゴ・ゴリツキ、オットー・ヴィンターのマスタークラスに参加。
宮城県仙台第一高等学校在学中にオーボエ奏者を志し中退。フュージョンユニット「最上峰行＆TIARA」を結成し、仙台市を中心に本格的に演奏活動を展開。その後大学入学資格検定を取得し、桐朋学園大学音楽学部演奏学科入学。4年間在籍後、2002年3月まで桐朋学園大学音楽学部管楽器部会嘱託演奏員を務める。2000年10月、NHK・毎日新聞社共催「第69回日本音楽コンクール・オーボエ部門」第3位入賞。小澤征爾音楽塾、サイトウ・キネン・オーケストラ、宮崎国際音楽祭、宮崎国際音楽祭等に参加。2009年、東京交響楽団に入団。これまでに国内主要オーケストラにゲスト首席奏者として多数客演する他、ソリストとしてプラハ国立劇場管弦楽団、セントラル愛知交響楽団、等と共演。各地で音楽コンクールの審査員を務めている。またレコーディングアーティストとして数々のミュージシャンの作品、ドラマ、映画等の録音に多数参加。
ロックバンド L'Arc〜en〜Cielの36作目シングル『BLESS（ブレス）』（2010年1月27日発売）の参加ミュージシャンに名を連ね、TBSテレビ系列ドラマ『ROOKIES』、 日曜劇場『とんび』、テレビ朝日系列ドラマ『相棒 season11』、『ドクターX〜外科医・大門未知子〜』、『七人の秘書』、テレビアニメ『ピアノの森』、スタジオジブリ・アニメ映画『思い出のマーニー』、映画『この世界の片隅に』等のスタジオ録音に参加し、フジテレビ系列「月9」ドラマ『のだめカンタービレ』ではオーボエ演技指導者として携わった。2022年10月3日スタートのNHK連続テレビ小説『舞いあがれ!』のサウンドトラック制作にレコーディングアーティストとして参加。
2022年8月17日発売の葉加瀬太郎のニューアルバム「BEAUTIFUL WORLD」のレコーディングに参加。
2023年1月11日スタートのオーケストラを題材にした日本テレビ系列ドラマ『リバーサルオーケストラ』でも劇伴レコーディングに参加している。
2007年7月20日に登録したYouTubeチャンネル『オーボエ奏者 最上峰行 もがーみーch』は、2011年3月18日に初めて動画配信を行ったものの 2012年6月23日までに3つの動画を配信して放置されていたが、2020年3月29日より徐々に動画公開がペースアップされ、Instagramライブ配信と並行して【モガドライブ】と題して動画アップロード更新が行われている。

## 人物
小学生の頃にロサンゼルス五輪開会式の中継で聴いたジョン・ウィリアムズ作曲『オリンピック・ファンファーレ』の衝撃から音楽に興味を持ち、小学校の金管バンドでトランペットを始めた。その後トロンボーンやテューバを経験。オーボエと出会ったのは中学2年生。吹奏楽部の顧問の先生にオーボエ転向を打診されて始める事になった。
髪型や体型など、その容姿がヴァイオリニストの葉加瀬太郎とよく似ている。

## 著名アーティストとの共演
葉加瀬太郎30th Anniversary オーケストラコンサート2021および2022 ～The Symphonic Sessions～ と題したフルオーケストラコンサートツアーでは終演の間近にヴァイオリンとオーボエのデュエットで奏でるスペシャルバージョン曲に編曲された『WITH ONE WISH』で葉加瀬太郎とステージ共演を果たした。

## エピソード（ヒゲとサスペンダーの思い出）
仙台の進学校に入学したものの挫折を味わい中退し、ガソリンスタンドや飲食店、アパレル店などでアルバイトをしながら、オーボエだけは辞めずに練習していた。 そんな時「時々お店で吹いてみるか？」とマスターから声をかけられ、バーで演奏できる事に。自分で伴奏音源を打ち込み、それをバックにソロ演奏。「若いからなめられないように」とマスターに言われ、ヒゲも伸ばし始めた。それが自分のプロ活動の原点な気がして、以来ヒゲは剃った事がない。東京に出て行く時、店の送別会でスタッフ全員からサスペンダーをプレゼントしてもらったが、初めて燕尾服につけて演奏した時はなんとも言えない気持ちになり、20年以上経ち古くなっているが、今もステージで愛用している。

## 好きな言葉（信条）
『努力は割と裏切らない』
『諦めない限り負けはない』
『学ぶ事は真似る事から始まる』
※ 上記はInstagram（mogamioboe）に、by 最上小太郎として葉加瀬太郎との共演画像とともに投稿されている。

## TV出演
- 『世界一受けたい授業』【最強講師陣がクリスマスに緊急来襲！1億人の国語算数理科社会音楽スペシャル】(日本テレビ系、2005年12月24日）[要出典]

- 『ゲツヨル!』【クラシック音楽が好きになる魔法】（日本テレビ系、2007年6月11日）[要出典]
- 『題名のない音楽会』【フィギュアスケートの音楽会2019】（テレビ朝日系、2019年12月7日）- F.S.スペシャルオーケストラメンバーとして出演
- 『題名のない音楽会』【ディズニーのプリンセス～アナと雪の女王の音楽会】（テレビ朝日系、2019年12月21日）- F.S.スペシャルオーケストラメンバーとして出演
- 『題名のない音楽会』【本気でプロを目指す！題名プロ塾～葉加瀬太郎編 後編】（テレビ朝日系、2020年4月25日）- オケメンバーとして出演・トーク
- 『題名のない音楽会』【7人制吹奏楽の誕生！ブリーズバンドの音楽会 第3弾】（テレビ朝日系、2021年5月15日）- さかなクンと一緒に沢田 完 編曲カルメンを演奏
- 『題名のない音楽会』【セカンド奏者のすごさを知る休日】（テレビ朝日系、2021年9月18日）- ゲストプレゼンターとして出演・演奏

- 『関ジャム 完全燃SHOW』【まだまだナゾだらけ!知られざる楽器の世界】（テレビ朝日系、 2020年2月2日） - 世界一難しい木管楽器と言われるオーボエの繊細さを語った。[要出典]
- 『関ジャム 完全燃SHOW』【大好評の裏トーク企画第4弾! 今回はクラシック編】（テレビ朝日系、2022年10月23日） - 普段は聞けないクラシック界の裏トークを赤裸々に語った。[要出典]
- 『題名のない音楽会』【世界に誇る国産楽器を知る音楽会】（テレビ朝日系、2022年12月3日） - ゲストプレゼンターとして出演・演奏[要出典]